# Jesus Freaks

Logo Jesus Freaks

Jesus Freaks je křesťanské hnutí mladých lidí, mající své kořeny ve hnutí Jesus Movement. To bylo založeno koncem šedesátých let v USA, jakožto hlavní křesťanský element v subkultuře hippies, členové byli nazýváni Jesus People nebo právě Jesus Freaks.
Samotné hnutí Jesus Freaks vzniklo v září 1991 v německém Hamburku, zakladatelem je pastor Martin Dreyer. Od roku 1994 funguje jako nezisková organizace Jesus Freaks International se sídlem v Berlíně.
Současní Jesus Freaks mají hlavní základnu v Německu, dále v Rakousku a Švýcarsku, dohromady zastřešují přes 100 sborů. Hnutí se orientuje zejména na mladé lidi a jejich subkultury (punk, metal, hip-hop…), od r. 1995 pořádá obzvláště mezi touto mládeží velmi oblíbený festival Freakstock, jeden z největších svého druhu v Evropě.
Znakem společenství je Alfa a Omega, symbolizující Ježíše Krista dle biblického „Já jsem Alfa i Omega, počátek i konec“ (Zj 21,6).

## Jesus Freaks v Česku
Od konce 90. let bylo v ČR zaznamenáno několik pokusů o vznik podobného hnutí. V roce 2004 vzniklo v Hradci Králové první takové oficiální uskupení (občanské sdružení) nazvané Jesusfreax CZ. Toto sdružení pořádalo v letech 2005 – 2010 českou obdobu festivalu Freakstock, nazvanou Freakfest a aktivně spolupracovalo s Jesus Freaks v Německu i podobnými festivaly jako byl Freakfest. Po rozpadu hradeckých Jesusfreax hnutí v ČR funguje na neoficiální bázi, setkávalo se v podobě tzv. Freakparty a také v rámci jednotlivých festivalů. Aktivně se do činnosti JF ČR zapojuje asi 20 osob. Mediálně nejznámější postavou české JF scény je Alexandr Flek, spoluautor Bible 21 – moderního biblického překladu.
Od roku 2015 organizují lidé z této komunity a jejich přátelé festival Meziprostor alias „Setkání mezi nebem a podzemím“, jehož sídlem je kultovní místo českého undergroundu, tzv. Skalákův mlýn v Meziříčku u Želetavy.